# 1990 VJ3
1990 VJ3 är en asteroid i huvudbältet som upptäcktes den 12 november 1990 av de båda japanska astronomerna Minoru Kizawa och Hitoshi Shiozawa vid Fujieda-observatoriet i Fujieda.
Asteroiden har en diameter på ungefär 11 kilometer och den tillhör asteroidgruppen Eos.